# Aethalura simpliciaria
Aethalura simpliciaria är en fjärilsart som beskrevs av Lancelot A. Gozmany 1947. Aethalura simpliciaria ingår i släktet Aethalura och familjen mätare. Inga underarter finns listade i Catalogue of Life.